# Lev Winter
Lev Winter (26. ledna 1876 Hroby – 29. srpna 1935 Praha) byl český sociálně demokratický politik a ministr československých vlád.

## Biografie
Narodil se jako nejstarší ze šesti dětí v chudé rodině židovského rolníka a později nájemce mlýna. Na studiích gymnázia v Táboře se živil sám, převážně kondicemi, stejně jako jeho mladší bratři Arnošt a Gustav. Vystudoval práva na Karlově univerzitě v Praze, po studiích (1900) pracoval jako advokátní koncipient pražského advokáta a starosty JUDr. Vladimíra Srba, ten byl ve funkci starosty v letech 1900–1906. Od roku 1907 až do své smrti byl Winter advokátem v Praze. V letech 1. světové války působil jako obhájce vojáků před rakouskými vojenskými soudy.

### Politik
Politicky aktivní byl již za Rakouska-Uherska. Od 90. let 19. století byl činný v sociálnědemokratické straně. Již v době studií se podílel na vydávání listu pokrokářských studentů Akademie a patřil mezi členy pokrokového studentstva, které po rozkladu pokrokového hnutí oslovila sociální demokracie. Později pravidelně přispíval do sociálně demokratického tisku, zejména do Práva lidu. Od roku 1907 byl členem předsednictva sociálně demokratické strany.
Ve volbách do Říšské rady roku 1907 se stal poslancem Říšské rady (celostátní parlament), kam byl zvolen za okrsek Čechy 009. Opětovně byl zvolen za týž obvod i ve volbách do Říšské rady roku 1911 a ve vídeňském parlamentu setrval do zániku monarchie.
V roce 1918 byl členem Národního výboru československého. V letech 1918–1920 zasedal za sociální demokraty v Revolučním národním shromáždění.
„Válka jistě způsobila mravní spousty i v řadách dělnictva. Na společnosti se mstí, že zabraňovala statisícům pilných lidí po řadu let v užitečné práci. Máme-li my dnes více tuláků a lidí práce se štítících, nežli tomu bylo před válkou, jest to přímý následek války zrovna tak, jako neobyčejné rozšíření pohlavných nemocí, tuberkulosy, spustnutí mládeže a zločinnosti.“
Lev Winter: z projevu na schůzi Revolučního národního shromáždění konané dne 11. února 1919
V parlamentních volbách v roce 1920 získal poslanecké křeslo v Národním shromáždění. Mandát v parlamentních volbách v roce 1925 obhájil a do parlamentu se dostal i po parlamentních volbách v roce 1929.
Zastával i vládní posty. Byl ministrem sociální péče ve vládě Karla Kramáře, první vládě Vlastimila Tusara a druhé vládě Vlastimila Tusara v letech 1918–1920. Do této funkce se vrátil roku 1922 v první vládě Antonína Švehly a i v druhé vládě Antonína Švehly. V ní kromě toho v letech 1925–1926 jako správce zodpovídal za rezort sjednocení zákonů a organisaci správy Československa.

### Odborník
V roce 1920 založil Sociální ústav Republiky československé pro studium sociálních věd, jehož ředitelem byl až do své smrti; od roku 1929 byl členem exekutivy Socialistické dělnické internacionály; od roku 1930 předsedou československé skupiny Meziparlamentní unie. V roce 1927 se stal zakladatelem a současně prvním předsedou předsednictva Mezinárodní ústředny svazu pojišťoven a byl delegátem Československa v Mezinárodním úřadu práce. Stál u zrodu Mezinárodní asociace sociálního zabezpečení (MASZ) v roce 1927, která působí dodnes.

### Zásluhy
Patřil k předním znalcům v oblasti sociálního pojištění a sociálního zákonodárství, o jehož přijetí v ČSR se významně zasloužil. Byl hlavním iniciátorem zákona o osmihodinové pracovní době (1918) a v letech 1919–1920 prosadil významné novely zákona o povinném nemocenském pojištění zaměstnanců průmyslu, živností a obchodu, které rozšířily okruh nemocensky pojištěných na všechny námezdně pracující a také na jejich rodinné příslušníky. Už roku 1904 vydal spolu s dr. Alfrédem Meissnerem rozsáhlé pojednání Úrazové pojištění dělnické podle práva rakouského. Publikoval rovněž řadu odborných monografií a statí v českém i zahraničním tisku (např. O osnově zákona o sociálním pojištění v ČSR 1923 – 1924.) Také jeho zásluhou je řazena československá sociální politika v době první republiky mezi nejprogresivnější na světě.

### Rodina
Během holokaustu zahynul jeho syn Jiří (1919–1944), bratr Arnošt (1880–1944) a sestry Anežka (1878–1942) a Evženie (1892–1943) s rodinami.